# Pieris angelika
Espèce
Pieris angelika, la Piéride arctique, est une espèce d'insectes lépidoptères (papillons) de la famille des Pieridae, de la sous-famille des Pierinae et du genre Pieris.

## Dénomination
Pieris angelika a été nommé par Eitschberger en 1983

### Noms vernaculaires
Pieris angelika se nomme Arctic White ou Mustard White en anglais,.

## Description
Ce papillon de petite taille (son envergure varie de 33 à 42 mm) est blanc, blanc à blanc grisé pour le mâle avec à l'aile antérieure une ligne costale noire, blanc à jaune très pâle pour la femelle avec des veines très visibles colorées en gris, encore plus larges et visibles sur le revers.

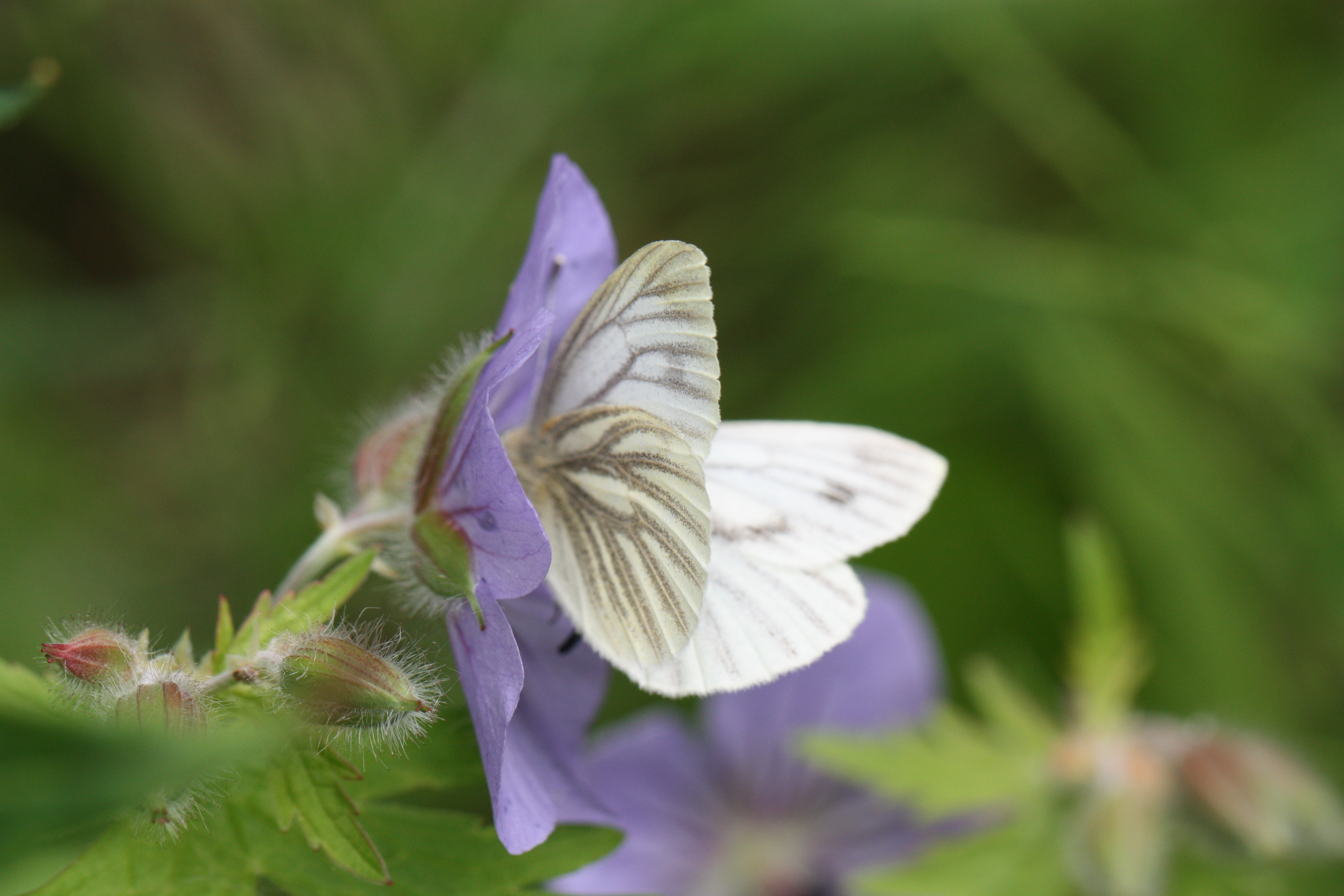
Revers de Pieris angelika

## Biologie

### Période de vol et hivernation
Il vole en une seule génération en mai - juin.

### Plantes hôtes
Les plantes hôtes de la chenille ne sont pas connues.

## Écologie et distribution
Il est présent dans le nord de l'Amérique du Nord, en Alaska et au Canada dans le Yukon et dans le nord-ouest des Territoires du Nord-Ouest et de la Colombie-Britannique,,.

### Biotope
Il réside dans la toundra alpine.

### Protection
Pas de statut de protection particulier.